# Критика судження
 Критика судження (нім. Kritik der Urteilskraft), також перекладається як «Критика сили судження» — книга німецького філософа Іммануїла Канта 1790 року. Іноді її називають «третьою критикою», «Критика судження» слідує за «Критикою чистого розуму» (1781) і «Критикою практичного розуму» (1788). Переважна більшість дослідників уважають, що третя «Критика» якраз і покликана «заповнити прогалину, що існує між царством свободи та царством природи».

## Історія написання
Ще у так званих рефлексіях (тобто різноманітних нотатках і начерках Канта, які є або окремими аркушами, або маргіналіями до чужих чи власних творів), а саме в частині рефлексій до курсів з логіки і з антропології, можна знайти багатий матеріал, який дає змогу ліпше простежити еволюцію думки з певного питання чи навіть краще зрозуміти передісторію певних положень і частин теорії.

## Контекст
«Критика судження» Іммануїла Канта є третьою критикою в Критичному проєкті Канта, розпочатому в «Критиці чистого розуму» та «Критиці практичного розуму» (Перша та Друга критики відповідно). Книга поділена на два основні розділи: «Критика естетичного судження» та «Критика телеологічного судження», а також містить великий огляд усієї Критичної системи Канта, упорядкованої в її остаточній формі. Так званий Перший вступ не було опубліковано за життя Канта, оскільки Кант написав заміну публікації.
Критичний проєкт, який полягає в дослідженні меж і умов знання, вже породив Критику чистого розуму, в якій Кант обстоював трансцендентальну естетику, підхід до проблем сприйняття, в якому простір і час не є об'єктами. Перша критика стверджує, що простір і час забезпечують способи, за допомогою яких розум суб'єкта спостереження організовує та структурує чуттєвий світ. Кінцевим результатом цього дослідження в Першій критиці є те, що існують певні фундаментальні антиномії в діалектичному використанні Розуму, зокрема, що існує повна неспроможність віддати перевагу, з одного боку, аргументу, що вся поведінка та мислення визначаються зовнішніми причинами, а з іншого, що в людській поведінці діє справжній «спонтанний» причинний принцип.
Кант вважав, що позиція причинного детермінізму була прийнята багатьма вченими-емпіриками. Вона веде до Ідеї остаточної науки, яка, хоча й може ніколи не бути повністю реалізованою, прагне синтезувати всі емпіричні знання у всеосяжне причинно-наслідкове пояснення всіх можливих подій у світі.
Друга позиція, спонтанної причинності, імпліцитно приймається всіма людьми, коли вони беруть участь у моральній поведінці; ця позиція більш повно досліджується в «Критиці практичного розуму».
«Критика судження» є обговоренням місця самого судження, яке повинно перекривати як Розуміння («Verstand») (що б не діяло всередині детерміністичних рамок), так і Розум («Vernunft») (який діє на основі свободи).

## Вступ до критики судження

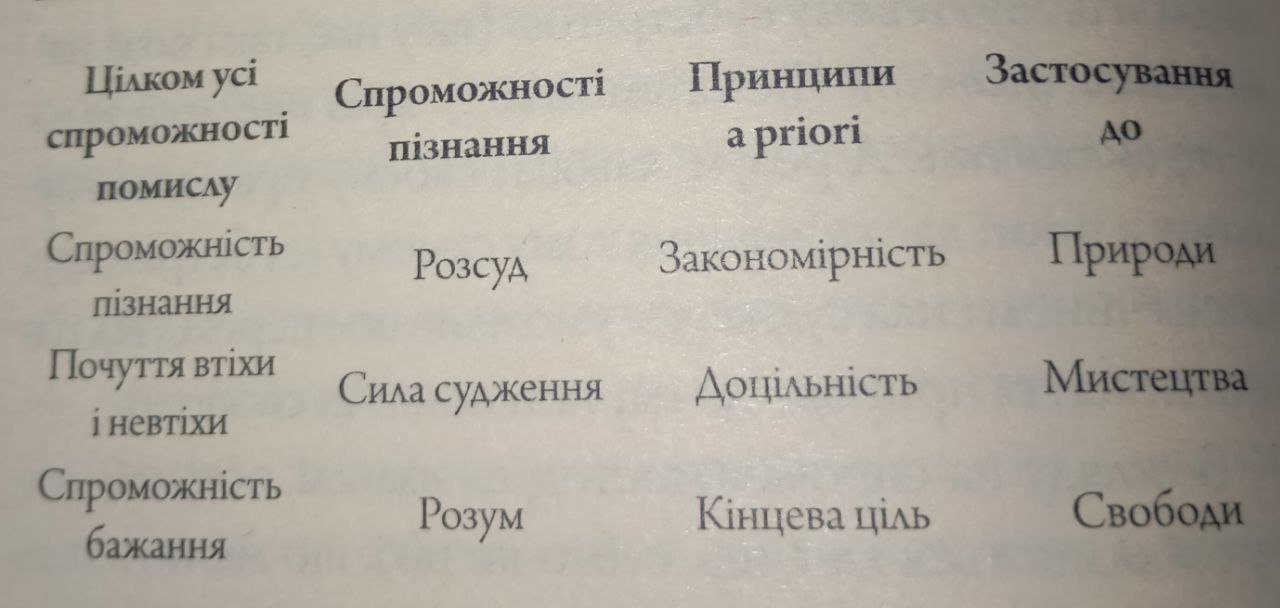
Таблиця Канта усіх спроможностей згідно з їхньої систематичної єдністю зі Вступу

Перша частина «Критики естетичного судження» Канта представляє те, що Кант називає чотирма моментами «судження смаку». Вони наведені Кантом у послідовності як (1) Перший момент. Оцінка смаку: момент якості"; (2) Другий момент. Оцінка смаку: момент кількості"; (3) Третій момент: Оцінка смаку: Момент співвідношення цілей, що розглядаються в таких судженнях"; і (4) Четвертий момент: Оцінка смаку: Момент модальності насолоди об'єктом". Після представлення чотирьох моментів судження смаку Кант починає своє обговорення книги 2 Третьої критики під назвою «Аналітика піднесеного».

## Естетичне судження
У першій частині книги обговорюються чотири можливі естетичні рефлексивні судження: приємне, прекрасне, піднесене та добре. Кант чітко пояснює, що це єдині чотири можливі рефлексивні судження, оскільки він пов'язує їх із Таблицею суджень із «Критики чистого розуму».
У «рефлексивному судженні»(з перших двох критик) ми намагаємося знайти невідомі універсалії для даних деталей, тоді як у «визначальному судженні» просто підводимо часткові випадки під уже відомі універсалії. Як висловлюється Кант:
Приємне — це суто чуттєве судження — судження у формі «цей стейк хороший» або «цей стілець м'який». Це суто суб'єктивні судження, засновані лише на схильності.
Благо — це, по суті, судження про те, що щось є етичним — судження про те, що щось узгоджується з моральним законом, який, у кантівському розумінні, є, по суті, претензією на модальність — узгодженість із фіксованим і абсолютним поняттям розуму. Багато в чому це абсолютна протилежність прийнятному, оскільки це суто об'єктивне судження — згідно з Кантом, речі або моральні, або ні.
Решта два судження — прекрасне і піднесене — відрізняються як від приємного, так і від доброго. Вони є тим, що Кант називає «суб'єктивними універсальними» судженнями. Цей, очевидно, оксюморонний термін означає, що на практиці судження є суб'єктивними та не прив'язані до жодної абсолютної та визначеної концепції. Однак судження про те, що щось є прекрасним або піднесеним, виробляється з переконанням, що інші люди повинні погоджуватися з цим судженням, хоча відомо, що багато хто цього не погодить. Сила цього «треба» походить від посилання на sensus communis — спільноту смаків. Ханна Арендт у своїх "Лекціях з політичної філософії Канта " припускає можливість того, що цей sensus communis може бути основою політичної теорії, яка помітно відрізняється від тієї, яку Кант викладає в «Метафізиці моралі».
Центральним поняттям Кантового аналізу судження про красу є те, що він назвав «вільною грою» між пізнавальними можливостями уяви та розуміння. Ми називаємо предмет красивим, тому що його форма відповідає нашим пізнавальним можливостям і дозволяє таку «вільну гру» (§ 22), досвід якої приносить нам задоволення. Судження про те, що щось є прекрасним, є твердженням про те, що воно має «форму остаточності» — тобто, що воно виглядає створеним з певною метою, навіть якщо воно не має жодної очевидної практичної функції. Нам також не потрібно мати певну концепцію об'єкта, щоб вважати його красивим (§ 9). У зв'язку з цим Кант далі розрізняє вільну і прихильну красу. У той час як судження про вільну красу робляться без наявності однієї визначеної концепції для оцінюваного об'єкта (наприклад, орнамент чи добре сформована лінія), судження про красу є прихильним, якщо ми маємо на увазі таку визначену концепцію (наприклад, добре складений кінь, якого визнають таким). Основна відмінність між цими двома судженнями полягає в тому, що мета або використання об'єкта не грає ролі у випадку вільної краси. Навпаки, прихильні судження про красу можливі лише в тому випадку, якщо об'єкт не погано підходить для своєї мети.
Судження про те, що щось є піднесеним, — це судження про те, що воно виходить за межі розуміння — що воно є об'єктом страху. Однак Кант чітко пояснює, що об'єкт насправді не повинен бути загрозливим — він просто повинен бути визнаний таким, що заслуговує на страх.
Погляд Канта на прекрасне і піднесене часто читається як спроба вирішити одну з проблем, що залишилися після його опису морального закону в «Критиці практичного розуму» — а саме те, що неможливо довести, що ми маємо свободу волі, і, таким чином, неможливо довести, що ми зв'язані моральним законом. Здається, і прекрасне, і піднесене відносяться до якогось зовнішнього ноуменального порядку — і, отже, до можливості ноуменального «я», яке має свободу волі.
У цьому розділі критики Кант також встановлює здатність розуму, яка багато в чому є протилежною судженню, — здатність геніальності. У той час як судження дозволяє визначити, чи є щось прекрасним чи піднесеним, геній дозволяє створити те, що є прекрасним чи піднесеним.

## Телеологія
Друга половина «Критики» обговорює телеологічне судження. Такий спосіб судження про речі відповідно до їхньої мети (telos: грецьке означає «кінець») логічно пов'язаний із першою дискусією, принаймні, щодо краси, але передбачає певну (само)цілеспрямованість (тобто значущість, відому самому собі).
Кант пише про біологічне як про телеологічне, стверджуючи, що існують речі, такі як живі істоти, частини яких існують заради свого цілого, а ціле — заради своїх частин. Це дозволяє йому відкрити прогалину у фізичному світі: оскільки ці «органічні» речі не можуть бути підпорядковані правилам, які застосовуються до всіх інших видимостей, що нам з ними робити?
Кант прямо каже, що хоча ефективні причинні пояснення завжди є найкращими (x викликає y, y є наслідком x), абсурдно сподіватися на «іншого Ньютона», який міг би пояснити травинку, не посилаючись на телеологію, і тому органічне має пояснюватися «так, ніби» воно конституюється як телеологічне. У цій частині Критики здатності судження Кант розглядає людину як кінцеву мету природи. Він підкреслює, що всі інші природні форми мають значення лише у зв'язку з людиною, а сама людина виходить за межі цього порядку завдяки своїй здатності до розуму. Саме культура, на думку Канта, є найвищою телеологічною метою, оскільки вона уособлює людську свободу, яка не підпорядковується законам природи. Це припущення вписується в його ширшу філософську систему, де автономія розуму визначає особливий статус людини у світі. Людина також займає місце як найвища телеологічна мета завдяки своїй здатності до моралі або практичного розуму, що узгоджується з етичною системою, запропонованою Кантом у «Критиці практичного розуму та фундаментальних принципах метафізики моралі».
Кант намагався узаконити цілеспрямовані категорії в науках про життя без теологічного зобов'язання. Він визнав, що концепція мети має епістемологічну цінність для остаточності, водночас заперечуючи її наслідки щодо творчих намірів у житті та джерела всесвіту. Кант описав природні цілі як організовані істоти, маючи на увазі, що принцип знання передбачає живі істоти як цілеспрямовані сутності. Він назвав це припущення концепцією остаточності як регулятивного використання, яке задовольняє специфіку знань живих істот. Ця евристична структура стверджує, що джерелом мети є принцип телеології, і це механічні пристрої індивідуального оригінального організму, включаючи його спадковість. Такі сутності здаються самоорганізованими за шаблонами. Ідеї Канта дозволили Йоганну Фрідріху Блюменбаху та його послідовникам сформулювати науку про типи (морфологію) і обґрунтувати її самостійність.
Кант стверджував, що в естетичному судженні краси предмета не було жодної мети. Чисте естетичне судження виключає призначення предмета.
Хоча поняття телеології виявляється засадничим для «Критики смаку», але Кант наприкінці 1787 року ще не планував у «Критиці смаку» зважати на тематику пізнішої «критики телеологічної сили судження».

## Впливи
Є твердження К. Форлендера, що відтворити "внутрішні впливи третьої «Критики» означало б «написати історію посткантової філософії».
Кантова третя «Критика» справила свій вплив на тоді «тодішній науковий світ», про що свідчить, зокрема, те, що Йоганн Блуменбах у п'ятому виданні свого «Підручника природничої історії» 1797 р., описуючи організми, наводить у примітці цитату із «Критики сили судження»: «Речі як природні цілі є організованими істотами».
Хоча Кант постійно стверджує, що людський розум не є «інтуїтивним розумінням» — чимось, що створює явища, які він пізнає, — кілька його читачів (починаючи з Фіхте, закінчуючи Шеллінгом) вірили, що це повинно бути (і часто віддавали Канту належне).
На початку березня 1791 року в листі до свого друга К. Г. Кьорнера (3.03.1791) Фридрих Шилер (1759—1805) пише: «Його [sc. Канта] „Критика сили судження“, яку я собі придбав, вабить мене через свій яскравий духовно багатий зміст і надала мені великого бажання поступово поринути працею в його філософію». Через півтора року поет продовжує свої інтенсивні студій Кантового твору, про що красномовно свідчить лист до К. Г. Кворнера від 15.10.1792: «Зараз я по вуха зав'язнув у Кантову силу судження. Я не заспокоюся, доки не про никну в цю матерію і вона не стане чимось у моїх руках». Шилер став сповідником «Кантової віри». Зав дяки цьому він наново здобув велику поетичну радість і зізнається у листі (28.10.1794) до Й. В. Гете: «…таким давнім є рід людський, і доки існує розум, їх [засади Кантової філософії В. Т.) мовчазно визнали і у цілому вчиняли згідно з ними». Третя «Критика» Канта справила неабиякий вплив і на Йогана Вольфганга Гете (1749—1832), котрий визнає 1817 року, що їй «зобов'язана вельми радісна епоха життя», і додає, що «великі головні думки твору ціл ком аналогічні моїй дотеперішній творчості, вчинкам і мисленню». Згаданий уже К. Г. Корнер після відвертої розмови з Гете спові стив Шилеру ще в листі від 06.10.1790, що Гете «в критиці телеологічної сили судження знайшов поживу для своєї філософії». Дивовижно, але і Гете, і Шилер майже одночасно звернулися до вивчення Кантової філософії, а саме в березні 1791 року. І пізніше Гете неодноразово згадував Кантову третю «Критику» із радістю і почтивістю. У тому ж 1817 році він висловлює радість з приводу того, що в старому примірнику" ["Критики") знайшов «підкреслені тоді (під час читання) місця». Поцінування твору Канта з боку Гете засвідчено аж до останніх років життя поета. У листі до Цельтера (29.01.1830) читаємо: «Безмежною заслугою нашого старого Канта перед світом і, я маю право сказати, також переді мною є те, що він у своїй „Критиці сили судження“ потужно ставить поряд мистецтво і природу та визнає за обома право діяти без цілей на підставі великих принципів». У листі до свого брата Августа (13.10.1793) Фридрих Шлегель чистого розуму є вічною". Утім, він відкрито заперечує проти розуміння філософії як системи, така система мусить бути «винищена вогнем і мечем… якщо наука повинна процвітати». У «Критиці сили судження» Шлегель знаходить купу стилістичних «повторів, відступів, заплута-ності та недбалостей», які були спричинені швидким написанням твору. Але саме третя «Критика», в її естетичній частині, на думку Шлегеля, подає багато «точок дотику стосовно поцінування вільної творчої сили мистецького генія, стосовно ідеї глузливого та характеристик мистецтва». У листі до Гегеля (10.07.1794) Фрідріх Гьольдерлін пише: «Моє заняття тепер надто сконцентроване. Кант і греки в ледь не єдиним моїм читанням. Я намагаюся добре ознайомитися переважно з естетичною частиною критичної філософії». Можливо те, що Гегель тоді працював над твором про релігію, він допускає, що «поняття провидіння» він викладе «цілком паралельно з Кантовою телеологією»; і при цьому додає, що Кантовий спосіб поєднання «механізму природи із її доцільністю» відбиває «цілком увесь дух його системи». Йоган Готліб Фіхте (1762—1814) дуже поціновував «Вступ» до третьої «Критики», «це найзначніше в цій значній книжці», і вбачав головну проблему цього твору в тому, що «чуттєвий світ» теоретичного розуму та «надчуттєвий світ» практичного розуму «все ж таки мусили б бути взаємопов'язані в спільному, але вповні недосліджуваному корені». В творі «Система трансцендентального ідеалізму», у п'ятому головному розділі, що присвячений засадам телеології, Шелінг прямо покликається на слова Канта із третьої «Критики» про «справжнє тлумачення таємного письма, яким природа в своїх прекрасних формах фігурально промовляє до нас». У листі до Ф. І. Нітгамера (22.01.1796), описуючи свої плани на майбутнє, молодий філософ, зокрема, відзначає написання «тлумачення „Критики сили судження“ згідно з моїми принципами». У праці «Про Я як принцип філософії» (1795) Шелінг не без захоплення зазначає: "Мабуть на стількох небагатьох аркушах ні-коли не було стиснуто так багато глибоких думок, як [це] сталося в «Критиці телеологічної сили судження». Так, у праці «Від мінність систем філософії Фіхте та Шелінга» (1801) Кантовий контекст думки схарактеризовано як «велетенське емпіричне царство чуттєвості та сприйняття, абсолютної апостеріорності, для якої виявлена… лише суб'єктивна максима рефлектувальної сили судження». А в першій систематичній праці Гегеля «Віра і знання» (1802), де філософія Канта разом із системами Якобі та Фіхте піддається критиці як «філософія рефлексії», підкреслено «найцікавіший пункт Кантової системи», а саме визнання «певного регіону» як «середини між емпіричним розмаїттям і абсолютно абстрактною єдністю». Водночас тут Гегель позитивно перетлумачує Кантовий концепт «інтуїтивного розсуду», запроваджений у третьої «Критики», внаслідок чого він зазнає істотної трансформації: «ідея цього прообразного, інтуїтивного розсуду» стає «ідеєю трансцендентальної сили виображення», власне самого чистого розуму.
Коген говорить про поєднания в естетичній свідомості природи і звичаєвості, а саме з механізму природи постає «предмет краси», а з моральної ідеї особистості виникає «піднесений ідеал». Когенове «тлумачення Кантової системи» виявилося впливовим (звичайно, передусім теоретичної філософії як «попередниці» теорії пізнання неокантіанства), і то не лише у вузьких фахових межах марбурзького неокантіанства, переконливо засвідчують слова подяки і пошани, висловлені Е. Касирером у передмові до першого видання його монографії про Канта. Мабуть, у жодному іншому систематично побудованому філософському тексті ХХ ст. не було настільки присутнім ідейне багатство третьої «Критики», як в «Істині і методі» (1960) Ганса-Георга Гадамера (1900—2002). Вихідним пунктом для з'ясування «питання про істину мистецтва» постає аналіз «суб'єктивізації естетики кантівською „Критикою“». Не без суму Гадамер констатує: «Кантова тран-сцендентальна рефлексія над Apriori сили судження виправдовує претензію естетичного судження, однак у грунті речі не допускає філософської естетики у сенсі філософії мистецтва…». А ідея «довершеного смаку» видається йому «дещо сумнівною» як стосовно природи, так і стосовно мистецтва. Гадамер спеціально наголошує на тому, що завдяки «розрізненню ідеї норми та ідеалу краси Кант знищує підвалину» раціоналістичної естетики як «естетики досконалості». Поняття символічного зображення Гадамер поціновує як «один із найбільш блискучих результатів кантівського мислення». А в Кантових міркуваннях про дух і генія він убачає навіть передбачення тези післякантівської естетики: «Геніальності творення відповідає геніальність розуміння». Вельми показове обгрунтування зв'язку між третьою «Критикою» і політичною теорією Канта: «Оскільки Кант не написав своєї політичної філософії, найліпший спосіб дізнатися, що він думає про цей предмет, полягає у звертанні до його „Критики естетичної сили судження“, де він стикається з аналогічною проблемою, розглядаючи продукування творів мистецтва в їхньому стосунку до смаку, який судить і вирішує про них». Думка Канта про вихід із приватної сфери і перенесення себе на загальну точку зору інших, перетворення вузької приватності на відкриту публічність із її загальністю дає підстави стверджувати, що «естетична сфера має політичний характер». Рюдигер Бубнер наважується на твердження про «актуальність кантівської естетики» порівняно з іншими сучасними естетичними теоріями (герменевтичною та ідеологічно-критичною), які врешті-решт зобов'язані естетиці Гегеля і є гетерономними. До Канта Бубнер зазначає: «Те що досвідчує естетичний досвід, конституюється якраз у досвіді та завдяки досвіду, так що незалежно від нього не може об'єктивуватися, скажімо, в якомусь творі, те, що є змістом того досвіду». Бубнер тлумачить специфіку діяльності рефлектувальної сили судження, яка «рухається сюди-туди між невизначуваним особливим і ненаявним загальним, і в цьому ширянні естетично якраз активується опосередкувальний рух», саме як аналіз «структури естетичного досвіду». Питання про єдність системи Канта, що є однією з тем «Критики», Ліотар тлумачить як єдність спроможностей, але при цьому недвозначно зазначає, що така єдність не заснована в розумі, тобто не є принципом розуму, а закорінена в силі судження. «Той спосіб прочитання, який я обстоюю… послідовно допускає, що якщо третя „Критика“ виконує своє покликання об'єднання поля філософії, вона робить це не насамперед через запровадження теми регулятивної ідеї об'єктивної доцільності природи, а через виявлення, в ім'я естетики, рефлексивної манери мислення, яка працює в критичному тексті як цілому». Слова ж Канта про «негативне зображення» піднесеного Ліотар співвідносить із абсолютом: «„Негативне зображення“ є ознакою присутності абсолюту, і воно є або може лише зробити ознаку відсутності форм зображуваного». І в ХХІ ст. Кантова третя «Критика» не залишається поза увагою теоретиків і дослідників його творчості. В своїй останній книжці «Що таке мистецтво» (2013) Артур Данто оцінює твір Канта як «безперечно, великий текст про естетичні цінності епохи Просвітництва». Виокремлюючи в Канта «дві концепції мистецтва» мистецтво як «свобідна краса», що притаманна певним природним об'єктам, і мистецтво як продукт, що сповнений духом митця, він стверджує, що друга концепція є тим, що «пов'язує Канта із сучасним мистецтвом або, ліпше, з мистецтвом будь-якого історичного періоду». При цьому він уважає, що «дух є центральним для концепці мистецтва, яку він [Кант] висуває» і розцінює «Кантове вельми стисле міркування про дух (як) здатне бути адресованим логіці творів мистецтва, незалежно від часу, місця і культури». Варто зазначити, що Данто оперує поняттям «ідея» в досить широкому значенні, а не так, як його характеризує сам Кант, коли мовить про «естетичні ідеї», тож інколи він ототожнює «утілення ідей» із «утіленням значень» чи «знаходженням значень». Утім, це не завадило Данто ідентифікувати своє розуміння того, що таке мистецтво", із Кантовим: «… мені здається, існує певна спорідненість між Кантовим поняттям про естетичну ідею як якусь теорію мистецтва та моєю власною спробою щодо визначення мистецького твору як втіленого значення». Годі говорити, що рецепція ідейного світу третьої «Критики» була сконцентрована передусім на викладе ній у ній естетичній теорії Канта. Не лише неокантіанство, філософська герменевтика і політична теорія, але і феноменологія, критична теорія, прагматизм і ціла низка інших яскравих напрямів філософії та культури в цілому активно займалися осмисленням і засвоєнням доробку Канта. Наш помисел має якусь внутрішню планомірність, але вона оприявиюється тільки тоді, коли вона вступає в діяльність. Тому слід спостерігати помисел, тимчасом як він, вдаючись у свою діяльність, сприймає і опрацьовує враження". Кантова філософія, особливо теза про органічну єдність наших спроможностей пізнання, залишається постійним відправним пунктом в теоретичному обгрунтуванні науки про живе. Так, Арнольд Гелен у «Вступі» до своєї версії антропології вельми схвально оцінює виклад Канта у $ 77 «своєрідної влаштованості наших спроможностей пізнання, які розпадаються на чуттєве споглядання і дискурсивне мислення», і на додаток подає вищезгадану цитату із поцінування цього параграфа Шелінгом.
«Критика сили судження» втрачає систематичне філософське значення і зберігає за собою лише «історичний інтерес» для сучасності, як заявляє в передмові до своїх «Пояснень» цього твору Канта Ю. Кірхман у 1869 р.
Обговорення Кантом схеми та символу наприкінці першої половини «Критики судження» також піднімає питання про те, як розум представляє свої об'єкти самому собі, і тому є основою для розуміння розвитку більшої частини континентальної філософії кінця 20-го століття: відомо, що Жак Дерріда ретельно вивчав цю книгу.
У «Істині та методі» (1960) Ганс-Георг Ґадамер відкидає кантіанську естетику як неісторичну у своєму розвитку історично обґрунтованої герменевтики.